# MiG-AT
MiG-AT (z ang. AT- Advanced Trainer - zaawansowany samolot treningowy) – zaawansowany odrzutowy samolot treningowy (oblatany w 1996 r.), zaprojektowany w celu zastąpienia w służbie w Rosyjskich Siłach Powietrznych starszych czechosłowackich maszyn typu Aero L-29 i Aero L-39 Albatros. Ogólne założenia konstrukcyjne, czynią maszynę bardzo konwencjonalną i wnoszącą dużo mniej innowacji, niż konkurencyjny projekt Jak-130. W projekcie brały udział również firmy francuskie.

## Konstrukcja
MiG-AT jest większy, nieznacznie cięższy i znacznie bardziej konwencjonalny, niż projektowany równolegle Jak-130 (M-346). Jest wolnonośnym dolnopłatem o relatywnie niewielkich, prostych, skrzydłach w układzie delty, usterzeniu krzyżowym i  silnikach zamontowanych po obu stronach kadłuba.
Konstrukcja pozbawiona jest elementów stealth i materiałów kompozytowych, charakterystycznych dla większości współczesnych samolotów bojowych. Konstrukcja duralowa, półskorupowa, w jakiej został wykonany jest natomiast bardzo zbliżona do maszyn firmy Aero, jakie MiG-AT miał zastąpić.

## Historia

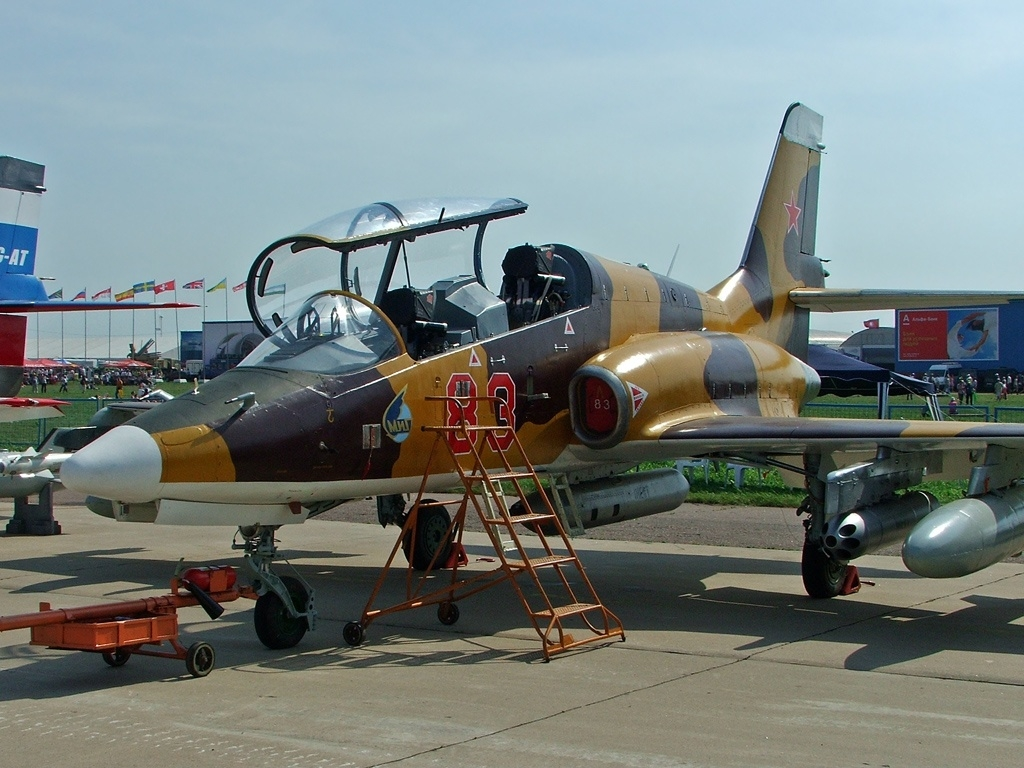
MiG-AT na pokazach MAKS-2007

Od rozpadu ZSRR firma RSK MiG, borykała się z ogromnymi problemami finansowymi. Produkowała ona jedynie coraz bardziej odbiegające od maszyn zachodnich i od lat nie zamawiane przez krajowe lotnictwo samoloty MiG-29 i MiG-31. Większa część produkcji trafiała do magazynu. Obroty firmy były bardzo niskie i opierały się głównie na serwisowaniu MiG-ów-29 wyeksportowanych niegdyś do krajów powiązanych z ZSRR.
Przegrywając z Suchojem walkę o zagranicznych klientów MiG postanowił stworzyć maszynę, która nadawałaby się do sprzedaży na rynku wewnętrznym. Był nią AT. Korzystając ze zdjęcia kilka lat wcześniej embarga COCOM, MiG zaprosił do współpracy firmy francuskie, które zaproponowały użycie silników Larzac, które zaowocowały wysoką wydajnością, a także zachodniej awioniki generacji 4++, która czyniła samolot dobrym do szkolenia pilotów w środowisku pracy nie tylko Su-27, czy MiG-29, ale również Mirage 2000, Rafale, Typhoon, F-16, czy F-35. Cyfrowy system kontroli samolotu miał znacznie obniżyć koszt szkolenia pilotów tej maszyny. Pierwsze dwa prototypy AT wzniosły się w powietrze 16 marca 1996 roku i do 22 marca odbyły szereg lotów testowych. Wyniki były na tyle zadowalające, iż już we wrześniu 1996 z taśmy produkcyjnej zjechała pierwsza seria licząca 20 maszyn.
MiG-AT jest pierwszym rosyjskim samolotem wyposażonym w tak zaawansowane elektroniczne systemy kontroli, które pozwalają automatycznie skorygować błędy, jakie popełnia szkolony pilot, jak również dostosować osiągi i wymagania maszyny do poziomu zaawansowania ucznia.
W zależności od klienta w MiG-AT może być montowana awionika zarówno francuska (Thales Avionics), jak i rosyjska. Oparta jest ona na szklanym kokpicie z ciekłokrystalicznymi wyświetlaczami i systemie HOTAS. Ergonomia kabiny w zupełności odpowiada myśliwcom generacji 4,5.
MiG-AT wyposażony jest również w lekki fotel katapultowy typu K-93L stworzone przez firmę Zvezda. Umożliwiają one opuszczenie maszyny w locie odwróconym, z zerową prędkością, czy na wysokości niższej, niż 50 m.
Poza silnikami Larzac (firmy Snecma) dostępna jest też wersja z silnikami RD-1700 ciągu 17kN, produkowanymi w Rosji], lub koreańskim silnikiem Daewoo AL-55. Resurs płatowca i silników, powoduje, iż MiG-AT certyfikowany jest na aż 15000 godzin w powietrzu. Może się on też wznieść na wysokość przelotową bez pomocy z ziemi (bez butli z tlenem i bez zewnętrznego źródła zasilania w celu odpalenia silników-pokładowy APU).
MiG-AT przegrał przetarg rosyjskiego MON na nowy zaawansowany samolot treningowy z jeszcze bardziej ambitną konstrukcją Jakowlewa i Aermacchi – Jak-130. Wobec porażki na rynku zewnętrznym MiG poszukuje klientów zagranicznych. Po wielu latach starań koncern podpisał pierwszy kontrakt sprzedaży 80 sztuk AT do Algierii, ale kraj ten w ostatniej chwili się z niego wycofał. Potencjalni klienci poszukiwani są nawet wśród firm prywatnych na całym świecie. 
Istnieją plany stworzenia na bazie MiG-a AT dużej rodziny samolotów szturmowych szkolnych, rozpoznawczych, a nawet lekkich myśliwców (rozrośniętej przynajmniej tak samo jak rodzina maszyn Su-27/Su-30).
Próbą wejścia na polski rynek było podpisanie 13 lutego 2004 roku porozumienia z Polskimi Zakładami Lotniczymi w Mielcu w sprawie ewentualnego uruchomienia w polskich zakładach budowy samolotów MiG-AT. Wraz z wprowadzeniem na uzbrojenie w Siłach Powietrznych samolotów General Dynamics F-16 Fighting Falcon, pojawiła się potrzeba zastąpienia wiekowych PZL TS-11 Iskra wykorzystywanych w szkoleniu pilotów, zdecydowanie bardzie zaawansowaną i nowszą konstrukcją. Do realizacji planów budowy MiG-AT w Polsce nie doszło.

## Wersje
- MiG-ATB - projektowana wersja lekkiego myśliwca
- MiG-Mar - wersja na rynek rosyjski
- MiG-ATP - wersja eksportowa z francuską awioniką i silnikami Larzac lub Daewoo, oferowanymi do końca lat 90.

## Zbliżone konstrukcje
- Jakowlew Jak-130
- EADS Mako/HEAT
- Hongdu L-15
- BAe Hawk
- PZL I-22